# ولاية باجة
تنتمي ولاية باجة إلى إقليم الشمال الغربي للبلاد التونسية . و مركزها مدينة باجة تبعد 100 كم عن تونس العاصمة. تمتد على مساحة 3.558 كلم2, وتعدّ 303,032 نسمة حسب تقديرات 2014 للمعهد الوطني للإحصاء.

## المناخ
تمتاز الولاية بمناخين: رطب في الشمال حيث تتراوح كميات الأمطار من 600 مم إلى 1200 مم. أما في الجنوب فهو شبه جاف حيث تتراوح كميّة الأمطار من 350 مم إلى 450 مم.
| البيانات المناخية لـباجة                | البيانات المناخية لـباجة | البيانات المناخية لـباجة | البيانات المناخية لـباجة | البيانات المناخية لـباجة | البيانات المناخية لـباجة | البيانات المناخية لـباجة | البيانات المناخية لـباجة | البيانات المناخية لـباجة | البيانات المناخية لـباجة | البيانات المناخية لـباجة | البيانات المناخية لـباجة | البيانات المناخية لـباجة | البيانات المناخية لـباجة |
| الشهر                                   | يناير                    | فبراير                   | مارس                     | أبريل                    | مايو                     | يونيو                    | يوليو                    | أغسطس                    | سبتمبر                   | أكتوبر                   | نوفمبر                   | ديسمبر                   | المعدل السنوي            |
| --------------------------------------- | ------------------------ | ------------------------ | ------------------------ | ------------------------ | ------------------------ | ------------------------ | ------------------------ | ------------------------ | ------------------------ | ------------------------ | ------------------------ | ------------------------ | ------------------------ |
| متوسط درجة الحرارة الكبرى °م (°ف)       | 13.5 (56.3)              | 14.9 (58.8)              | 17.9 (64.2)              | 19.9 (67.8)              | 22.8 (73.0)              | 28.0 (82.4)              | 33.0 (91.4)              | 33.1 (91.6)              | 29.8 (85.6)              | 25.4 (77.7)              | 18.5 (65.3)              | 15.3 (59.5)              | 22.7 (72.8)              |
| المتوسط اليومي °م (°ف)                  | 9.3 (48.7)               | 10.1 (50.2)              | 12.5 (54.5)              | 15.6 (60.1)              | 19.3 (66.7)              | 24 (75)                  | 27.3 (81.1)              | 27.6 (81.7)              | 24.4 (75.9)              | 19.2 (66.6)              | 14.1 (57.4)              | 10.4 (50.7)              | 17.8 (64.1)              |
| متوسط درجة الحرارة الصغرى °م (°ف)       | 5.1 (41.2)               | 5.3 (41.5)               | 7.1 (44.8)               | 8.5 (47.3)               | 10.9 (51.6)              | 12.7 (54.9)              | 15.2 (59.4)              | 15.4 (59.7)              | 15.3 (59.5)              | 12.4 (54.3)              | 8.4 (47.1)               | 6.2 (43.2)               | 10.2 (50.4)              |
| الهطول مم (إنش)                         | 104 (4.1)                | 88 (3.5)                 | 64 (2.5)                 | 51 (2.0)                 | 33 (1.3)                 | 15 (0.6)                 | 6 (0.2)                  | 5 (0.2)                  | 34 (1.3)                 | 60 (2.4)                 | 61 (2.4)                 | 105 (4.1)                | 626 (24.6)               |
| متوسط أيام هطول الأمطار                 | 13                       | 12                       | 10                       | 11                       | 7                        | 3                        | 1                        | 2                        | 9                        | 9                        | 11                       | 15                       | 103                      |
| متوسط الرطوبة النسبية (%)               | 80                       | 73                       | 73                       | 66                       | 61                       | 54                       | 47                       | 48                       | 56                       | 65                       | 77                       | 82                       | 65                       |
| المصدر: Levoyageur.net et WeatherOnline |                          |                          |                          |                          |                          |                          |                          |                          |                          |                          |                          |                          |                          |

## الجغرافيا
تمتاز ولاية باجة بموقع جغرافي هام، فإلى جانب سواحلها التي تمتدّ على مسافة 26 كلم فإنها تشكّل منطقة ترابط جغرافي بين ولايات الإقليم ومنطقة تونس الكبرى ومنطقة الشمال الشرقي للبلاد من خلال توسطها لخمس ولايات: يحدّها شمالا البحر الأبيض المتوسط، وغربا: ولاية جندوبة وشرقا: ولايتا زغوان ومنوبة ومن الشمال الشرقي: ولاية بنزرت وجنوبا ولاية سليانة.

## التوزع السكاني
بلغ عدد سكان ولاية باجة 304501 ساكن حسب إحصائيات سنة 2004.
| المعتمدية                      | عدد السكان (2004) |
| ------------------------------ | ----------------- |
| عمدون                          | 22٬484            |
| باجة الشمالية                  | 67٬471            |
| باجة الجنوبية                  | 38٬396            |
| قبلاط                          | 16٬383            |
| مجاز الباب                     | 38٬964            |
| نفزة                           | 53٬195            |
| تبرسق                          | 24٬327            |
| تستور                          | 32٬772            |
| تيبار                          | 10٬509            |
| المصدر : المعهد الوطني للإحصاء |                   |

## الاقتصاد

### الصناعة
في القطاع الصناعي، وذلك بسبب ثروتها الزراعية، هو صناعة المواد الغذائية، والتي تسيطر على المنطقة. هناك 24 معصرة، ومصنعين لتحويل الطماطم ومصنع سكر باجة الذي يعاني من فساد ومحاولات النظام البائد إغلاقه وهناك وحدة لصناعة الخميرة، ومطاحن السميد، مصنع للمشروبات الغازية ومصانع الألبان. بالمنطقة ما مجموعه 54 وحدة صناعية بما في ذلك 20 شركة أجنبية و 14 وحدات تصدير تماما و 16 شركة الأجنبية مشاركة. هناك خمسة مناطق صناعية غير مجهزة
كما تطور التعدين بفضل الاكتشافات الحديثة من ثلاثة مواقع:
- منجم دجبة للرصاص والزنك؛
- منجم نفزة للحديد والذهب
- منجم ظوواهريا للحديد.

### الفلاحة

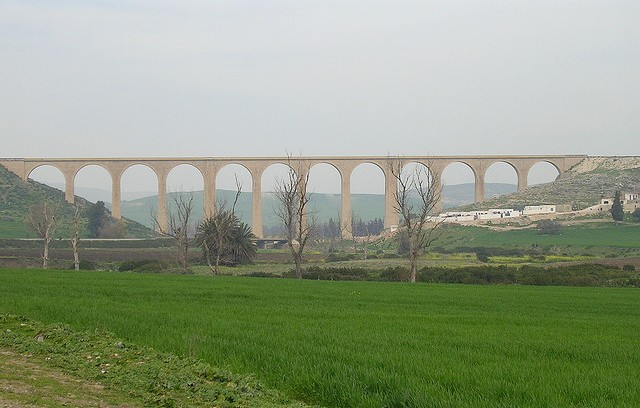
الجسر الخماسي بباجة

تبلغ المساحة الإجمالية للولاية 374 ألف هكتار وتمثل المساحة الصالحة 91% للفلاحة وتمثل 341 ألف هكتار نسبة 91% من المساحة الجملية. وهي منقسمة إلى 251 ألف هكتار مساحة صالحة للزراعة و 90 ألف هكتار أراضي غابية ومراعي.
المعروف عن ولاية باجة ثروتها الزراعية، تعتبر عاصمة الزراعة ولاية باجة من بين أول الولايات في الإنتاج الزراعي. هذه العوامل تجعل من الزراعة النشاط الاقتصادي الرئيسي في المنطقة. وتكرس ذلك 91٪ من الأراضي لهذا القطاع. مستويات الإنتاج حاليا على النحو التالي:
- الحبوب: 2.7 مليون طن (15٪ إلى 25٪ من الإنتاج الوطني)؛
- الفواكه: 500 48 طن (3٪ من الإنتاج الوطني)؛
- الخضار: 500 103 طن (3٪ من الإنتاج الوطني)؛
- الحليب: 000 110 لتر؛
- اللحوم الحمراء: 700 14 طن

## الرياضة
ينشط في ولاية باجة العديد من الأندية الرياضية وأبرزها نادي الأولمبي الباجي, الذي ينتمي إلى الرابطة التونسية المحترفة لكرة القدم.

## توأمة
- مدينة باجة مع مدينة باجة البرتغالية.
- مدينتي تستور في مجاز الباب مع مدينة مورا البلغارية.